# Dumuzid
|  | No s'ha de confondre amb Dumuzid d'Unug. |

Dumuzid o Dumuzi de Badtibira, conegut com el Pastor, va ser el cinquè rei llegendari de Sumer (anterior al diluvi) segons diu la llista de reis sumeris. Aquesta llista li assigna un regnat de 36.000 anys.
Dumuzid el Pastor va ser el protagonista d'una sèrie de poemes de la literatura sumèria. En algunes versions és descrit com a rei d'Uruk i anomenat el Pescador, i hauria governat després del diluvi, entre Lugalbanda el Pastor i Guilgameix però se'l confon amb Dumuzid d'Unug.